# Leonid Moroz
Leonid Moroz är professor vid avdelningen för neurovetenskap på Whitney Marine Lab vid University of Florida. Han doktorerade i biologi slutet av 1980-talet i Moskva och innehade en postdoc-tjänst i molekylärfysiologi 1994–1997 vid University of Illinois at Urbana.